# Gerard Van Caelenberge

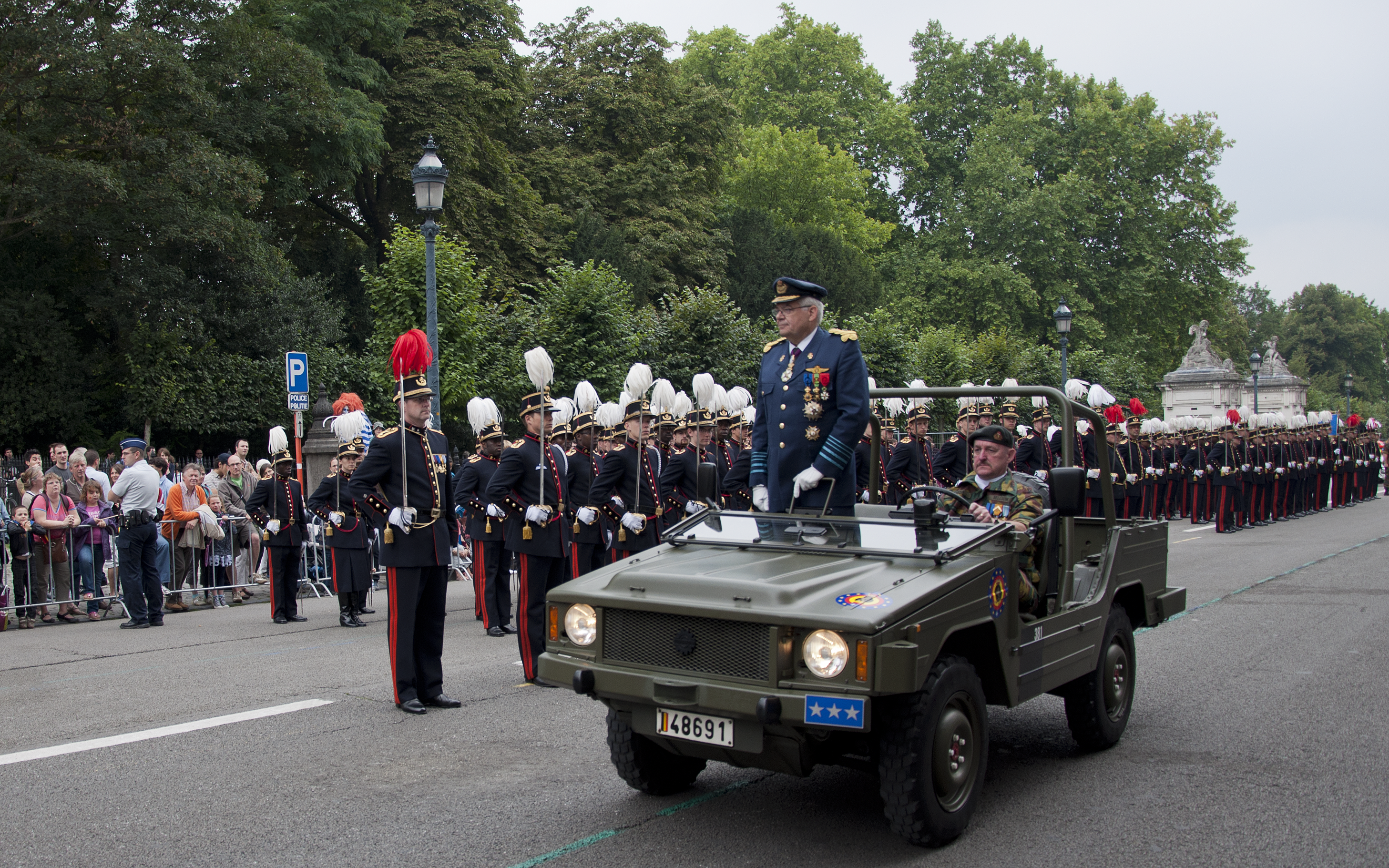
Gerard Van Caelenberge tijdens het defilé op 21 juli 2011

Gerard Van Caelenberge (Antwerpen, 6 september 1952) is een gepensioneerd generaal van de Belgische Luchtmacht en voormalig stafchef van de Belgische strijdkrachten.

## Biografie
Na het secundair onderwijs aan het Sint-Michielscollege in Brasschaat en aan de Koninklijke Cadettenschool te Lier, vervoegde Generaal Van Caelenberge in 1970 de Koninklijke Militaire School te Brussel in de afdeling polytechniek als leerling-piloot . Na een opleiding op Marchetti SF-260, Fouga Magister en T-33 ontving hij In juli 1977 zijn vleugels van militair piloot en vervolledigde zijn opleiding op de F-104G Starfighter. hij werd toegewezen aan het 1ste Jachtwing op de Vliegbasis Bevekom (350 Squadron).
Naderhand volgde hij een conversie op F-16 en specialiseerde hij in elektronische oorlogsvoering (electronic warfare).
Na het voltooien van een stafopleiding aan het Koninklijk Hoger Instituut voor Defensie (KHID) te Brussel in mei 1984, keert hij terug als officier operaties in het 350 Smaldeel. 
In april 1985 werd hij binnen de Staf Operaties van de luchtmacht verantwoordelijk voor de F-16 en de luchtverdediging.
Van september 1988 tot juni 1989 volgt hij de vorming tot Stafbrevethouder aan het Koninklijk Hoger Instituut voor Defensie, waarna hij wordt aangewezen als commandant van het 350 Squadron op F-16 te Bevekom.
Tussen 1991 en 1995 vervoegt hij de Divisie "Plans" van de Staf van de Luchtmacht, als verantwoordelijke voor de F-16 Mid-Life Update (MLU) en de zelfverdedigingssystemen van de Mirage 5, F-16 en C-130 Hercules. 
In augustus 1995 keerde hij terug naar Bevekom als commandant van de vlieggroep (OSN) van de eerste Jachtwing. Vanaf maart 1996 volgde hij een opleiding als vlieginstructeur op Alpha Jet en Marchetti SF-260 en werd aangesteld Korpscommandant ad interim en vervolgens als Commandant van de Vlieggroep van de gecentraliseerde vliegscholen.
Van Caelenberge volgde van augustus 1997 tot februari 1998 de "senior staff course" aan het NATO Defence College in Rome, waarna hij bevelhebber werd van de secties "plannen" en "programma's" van de Staf Van de Luchtmacht te Evere. In december 2000, na de hervorming van de Staven van Defensie, is hij verantwoordelijke voor de nieuwe sectie "plans, policy and requirements".
Na een conversie als piloot op F-16AM wordt kolonel vlieger stafbrevethouder Van Caelenberghe aangesteld als commandant van de 10 tactische Wing te Kleine-Brogel.
In oktober 2004 wordt hij chef van de divisie planning en concepten binnen het departement operaties en training van de defensiestaf.
In januari 2005, na een herstructurering van dit departement wordt hij aangeduid als Onderstafchef Operaties. Op 1 april 2005 wordt generaal-majoor vlieger Van Caelenberge benoemd tot Vleugeladjudant van de Koning.
Vanaf 1 januari 2006 wordt hij commandant van de luchtcomponent. Daarnaast is hij ook vanaf januari 2006 tot januari 2008 directeur van de European Air Group.
Op 21 juli 2009 werd luitenant-generaal vlieger Van Caelenberge binnen de Generale staf aangesteld als onderstafchef verantwoordelijk voor Operaties en Training.
Als onderstafchef nam hij op 30 maart 2012 de taken over van Generaal Delcour nadat diens ontslag als Chef van Defensie op 29 maart 2012 door de regering werd aanvaard. Generaal Delcour nam reeds ontslag op 14 maart maar door de busramp te Sierre werd het stil gehouden.
Op 11 juli 2012 meldt Minister van Landsverdediging Pieter De Crem dat het kernkabinet het unaniem eens is over de aanstelling van luitenant-generaal vlieger Gerard Van Caelenberge tot nieuwe Chef van Defensie. De Ministerraad van 13 juli 2012 heeft dit bekrachtigd. Op dezelfde dag wordt Van Caelenberge aangesteld als generaal.
Hij bleef in functie tot 12 juli 2016 en werd opgevolgd door Generaal Marc Compernol.
Generaal vlieger Van Caelenberge is gehuwd met mevrouw Anne Van den Berghe en samen kregen ze twee dochters, Elisabeth en Kathleen.

## Opleidingen
- Secundair onderwijs in het Sint-Michielscollege te Brasschaat, (1964 - 1967)
- Cadettenschool te Lier, (1967 - 1970)
- Pilootopleiding aan de Faculteit Polytechniek te Brussel, (1970 - 1975)
- Marchetti SF-260 in Goetsenhoven (1976)
- Fouga Magister & T-33 in Brustem, (1977)
- F-104G Starfighter, (1977 - 1978 )
- Opleiding ektronisch oorlogsvoering, (1981)
- Stafcursus, (september 1983 tot mei 1984)
- Hogere stafcursus, (september 1988 tot juni 1989)
- Opleiding Vlieginstructeur Alpha-jet, (1996)
- Opleiding Vlieginstructeur Marchetti SF-260 (1996)
- "Senior Course" aan het NATO Defence College in Rome, (augustus 1997 - februari 1998)
- Omscholing F-16 AM, (2001)

## Onderscheidingen
- Grootkruis in de Kroonorde[1]
- Commandeur in de Leopoldsorde[2]
- Commandeur in de Orde van Leopold II
- Militair Kruis Eerste klasse
- Commandeur dans l'ordre nationale de la Legion d'Honneur (Frankrijk)
- Ereteken voor verdienste in goud (Nederland)

## Functies
- Chef Defensie: 13 juli 2012 tot 13 juli 2016
- Waarnemend chef Defensie: 30 maart 2012 tot 13 juli 2012
- Onderstafchef operaties en training: 21 juli 2009 tot 13 juli 2012
- Commandant van de luchtcomponent: 1 januari 2006 tot 21 juli 2009
- Chef van de divisie concept & plans bij de onderstafchef operaties en training: 3 november 2004 tot 1 januari 2006
- Vleugeladjudant van de Koning: vanaf 1 april 2005

## Bevorderingen
- Generaal-majoor vlieger: 26 december 2004[3]
- Luitenant-generaal vlieger: 26 december 2006[4]
- Generaal vlieger: 13 juli 2012